# Amaryllis (Album)
Amaryllis ist das vierte Studioalbum der US-amerikanischen Rockband Shinedown. Es wurde am 23. März 2012 veröffentlicht und ist der Nachfolger von The Sound of Madness.

## Trackliste
1. Adrenaline – 3:25
2. Bully – 3:58
3. Amaryllis – 4:02
4. Unity – 4:11
5. Enemies – 3:06
6. I'm Not Alright – 3:05
7. Nowhere Kids – 3:10
8. Miracle – 3:32
9. I'll Follow You – 3:55
10. For My Sake – 3:44
11. My Name (Wearing Me Out) – 3:32
12. Through the Ghost – 3:59

## Kritik
Michael Edele von laut.de ordnet die Band zwischen Black Stone Cherry und Nickelback ein. Sänger Brent Smith sorge mit seinem Gesang immer für das gewisse Etwas. Albert Ranner von cdstarts.de kritisiert den Mix aus ruhigeren Balladen und härteren Liedern: Als Wattebausch mit hartem Kern machen es einem Shinedown daher nicht immer einfach zwischen ganz ordentlich und mies zu unterschieden, jedoch überwiegt auf „Amaryllis“ zusätzlich dieses ermüdende Gefühl alles schon einmal woanders frischer und besser gehört zu haben. Das Album sei nur etwas für den hartgesottenen Alternative-Rock-Fan.

## Wissenswertes
Produzent des Albums ist wie beim Vorgänger Rob Cavallo, der auch schon Green Day, My Chemical Romance und Kid Rock produzierte. Außerhalb der USA wurde das Album von Roadrunner Records vermarktet. Veröffentlicht wurde das Album europaweit am 23. März 2012, in den USA und dem Rest der Welt erst am 27. März 2012. Als erste Single wurde am 3. Januar 2012 Bully ausgekoppelt; ein Lyric- und ein Musikvideo folgten später. Am 12. März 2012 wurde das Musikvideo zu Unity veröffentlicht. Der Titel Bully befasst sich inhaltlich mit dem Thema Mobbing unter Jugendlichen. Zur Vermarktung des Albums fand im Februar 2012 eine Europatournee statt. Dabei kamen sie für vier Termine nach Deutschland. Das Konzert in der Live Music Hall in Köln wurde vom WDR Rockpalast für das Fernsehen aufgezeichnet. Als Vorbands spielten Halestorm und Liberty Lies. Auf diesen Konzerten kündigten sie ihren Auftritt beim Rock-am-Ring-Festival 2012 an.

## Charts

### Album
Erstmals in der Geschichte der Band konnte sich ein Album in den deutschen Charts platzieren. In den Vereinigten Staaten stieg das Album mit 106.000 verkauften Einheiten auf Platz 4 ein.
| ChartsChartplatzierungen       | Höchstplatzierung | Wochen |
| ------------------------------ | ----------------- | ------ |
| Deutschland (GfK)              | 36 (1 Wo.)        | 1      |
| Österreich (Ö3)                | 43 (1 Wo.)        | 1      |
| Schweiz (IFPI)                 | 28 (4 Wo.)        | 4      |
| Vereinigtes Königreich (OCC)   | 18 (1 Wo.)        | 1      |
| Vereinigte Staaten (Billboard) | 4 (42 Wo.)        | 42     |

### Singles
Als erste Single wurde am 3. Januar 2012 Bully veröffentlicht. Die Single konnte sich, wie alle 13 Singles der Band zuvor, in den Top 5 der Hot Mainstream Rock Tracks in den USA platzieren.
| ChartsChartplatzierungen       | Höchstplatzierung | Wochen |
| ------------------------------ | ----------------- | ------ |
| Vereinigte Staaten (Billboard) | 94 (2 Wo.)        | 2      |